# Live Fast, Die Fast
Live Fast, Die Fast är ett album av rockgruppen Wolfsbane, utgivet 1989.

## Låtlista
1. "Man Hunt" - 2:58
2. "Shakin'" - 3:37
3. "Killing Machine" - 2:55
4. "Fell Out of Heaven" - 3:03
5. "Money to Burn" - 3:49
6. "Greasy" - 3:17
7. "I Like It Hot" - 3:19
8. "All or Nothing" - 2:02
9. "Tears From a Fool" - 5:12
10. "Pretty Baby" - 4:43